# Gluha Bukovica (Travnik, BiH)
Gluha Bukovica je naseljeno mjesto u općini Travnik, Federacija Bosne i Hercegovine, BiH.

## Zemljopis
Kroz Gluhu Bukovicu protječe rijeka Bila koja se ulijeva u rijeku Lašvu.
Gluha je Bukovica središte istoimene mjesne zajednice koju čine Čosići, Dol, Luke, Mekići, Meokrnje (dio), Obrovac, Ramića Potok i Selavići
Do Travnika se dolazi putem Gluha Bukovica – Mehurići – Han Bila – Stara Bila – Travnik.

## Povijest
Nakon potpisivanja Daytonskog mirovnog sporazuma izdvojeno je istoimeno naseljeno mjesto koje je pripalo općini Kotor Varoš koja je ušla u sastav Republike Srpske.

## Stanovništvo

### Popisi 1971. – 1991.
| Gluha Bukovica     |                |               |               |
| godina popisa      | 1991.          | 1981.         | 1971.         |
| Muslimani          | 1038 (99,71 %) | 975 (99,89 %) | 891 (93,88 %) |
| Hrvati             | 0              | 0             | 9 (0,94 %)    |
| Srbi               | 0              | 0             | 46 (4,84 %)   |
| Jugoslaveni        | 0              | 0             | 0             |
| ostali i nepoznato | 3 (0,28 %)     | 1 (0,10 %)    | 3 (0,31 %)    |
| ukupno             | 1041           | 976           | 949           |

### Popis 2013.
| Gluha Bukovica     |               |
| godina popisa      | 2013.         |
| Bošnjaci           | 876 (99,77 %) |
| Hrvati             | 0             |
| Srbi               | 0             |
| ostali i nepoznato | 2 (2,23 %)    |
| ukupno             | 878           |

## Poznate osobe
- Jakov Baltić, hrvatski katolički svećenik, franjevac i ljetopisac.